# 无齿蟹属
无齿蟹属（学名：Acmaeopleura）是弓蟹科下的一个属。

## 下属物种
本属包括以下物种：
- 巴氏无齿蟹 Acmaeopleura balssi C. J. Shen, 1932
- 小无齿蟹 Acmaeopleura parvula Stimpson, 1858
- Acmaeopleura rotunda Rathbun, 1909